# 관문로 (울주 경주)
관문로(Gwanmun-ro)는 울산광역시 울주군 범서읍 서사리와 경상북도 경주시 외동읍 모화리를 연결하는 울산광역시의 도로이다.

## 역사
- 2009년 7월 10일 : 2개 이상 시·도에 걸쳐 있는 도로로 관문로를 고시[1]

## 주요 경유지
울산광역시
- 울주군 범서읍

경상북도
- 경주시

## 노선
- 서사리 시점 ~ 두산로
- 구룡교 (두산천)
- 대신교 (두산천)
- 척과구룡 나들목 - 65호선 동해고속도로
- (이름 없음) - 문구로, 도로명 명칭 미상
- 동천교 (동천)
- (이름 없음) - 산업로 (국도 제7호선)